# Bundesintervention (Schweiz)
Unter Bundesintervention (französisch Intervention fédérale, italienisch Intervento federale) versteht man in der Schweiz das Eingreifen des Bundes zum Schutz der Ordnung und Sicherheit in einem Kanton gemäss Art. 52 Bundesverfassung (BV). Dabei wird zwischen unbewaffneten und bewaffneten Bundesinterventionen unterschieden.
Die rechtliche Grundlage für eine Bundesintervention liefert der Art. 52 der Bundesverfassung. Dabei geht trotz der föderalistischen Kompetenzaufteilung die Ausübung der Staatsgewalt vom Kanton vorübergehend auf den Bund über, wenn der Kanton die Missstände nicht eigenständig oder mithilfe anderer Kantone beheben kann.
Interventionen werden von der Bundesversammlung beschlossen. Bei Dringlichkeit geht die Kompetenz zum Beschluss auf den Bundesrat über. Zumeist bestellt der Bundesrat einen Zivilkommissar zur Erkundung, Berichterstattung, Vermittlung und notfalls zum Einschreiten mit Armeeeinheiten.
Die Frage, wer die Kosten einer Bundesintervention übernimmt, ist nicht gesetzlich geregelt und muss von der Bundesversammlung im Einzelfall entschieden werden. In nur einem Fall, dem Tonhallekrawall 1871, musste der Kanton Zürich dem Bund die Kosten erstatten.
In der Schweiz fanden seit 1848 zehn Bundesinterventionen gem. Art. 52 BV statt. Das letzte Mal intervenierte der Bund bei den Unruhen von Genf 1932.
Bereits im Staatenbund vor 1848 konnte die damalige oberste Bundesbehörde, die Tagsatzung, eine Intervention in einem Kanton anordnen, dessen innere Ordnung durch Unruhen gefährdet war. Voraussetzung war unter dem bis 1848 geltenden Bundesvertrag von 1815 ein Gesuch der betroffenen Kantonsregierung; «bei fortdauernder Gefahr wird die Tagsatzung, auf Ansuchen der Regierung, die weitern Massregeln treffen» (§ 4). Eine ähnliche Regelung enthielt auch bereits Art. 20 der mit der Mediationsakte erlassenen Bundesverfassung, die von 1803 bis 1813 galt.

## Rechtliche Grundlage
Zunächst ist es die Aufgabe der Kantone, die verfassungsmässige Ordnung zu wahren. Der Schutz der verfassungsmässigen Ordnung durch den Bund erfolgt primär durch das Bundesgericht, bei dem eine Verletzung verfassungsmässiger Rechte durch die Kantone eingeklagt werden kann. Die Beschwerde beim Bundesgericht kann zwar auch bei Unruhen geltend gemacht werden, sie ist aber kaum tauglich, um die Unruhen oder Aufstände aufzulösen. In einem solchen Fall sind die Polizeibehörden des Kantons zuständig. Sehen sie sich nicht imstande, die Situation zu entschärfen, ersuchen sie andere Kantone um polizeiliche Hilfe. Wenn all diese Mittel versagen, kann der betroffene Kanton den Bund beantragen, militärisch einzugreifen. Diese Bundesintervention ist immer die Ultima Ratio. Sie ergeht zum Schutz eines bundestreuen, aber überforderten Kantons. Im Unterschied dazu richtet sich die Bundesexekution gegen bundesrechtswidrig handelnde kantonale Behörden.
Damit eine Bundesintervention erfolgen darf, muss eine Bedrohung entweder unmittelbar bevorstehen oder bereits erfolgt sein, die den öffentlichen Frieden gefährden könnte. Derartige Störungen können aufgrund von sozialen Unruhen, Ausschreitungen oder Sabotageakten entstehen. Die zweite Voraussetzung, die zwingend erfüllt sein muss, ist die Unfähigkeit des Kantons, die Gefahr selbstständig abzuwenden. Die Bundesintervention hat somit subsidiären Charakter. Für die Einleitung einer Bundesintervention ist die Bundesversammlung zuständig (Art. 173 Abs. 1 Bst. b BV), sofern sie dazu in der Lage ist. Bei Dringlichkeit geht die Kompetenz auf den Bundesrat über (Art. 185 Abs. 2 BV, Notrecht). Wenn der Fall eintritt, dass der Bund Truppen entsendet, obliegt ihm die Befehlsgewalt.

## Bundesinterventionen

### Bundesinterventionen seit 1848 gemässArt.52BV
| Jahr | Kanton    | Grund                                                                                      | Bundeskommissare                               |
| ---- | --------- | ------------------------------------------------------------------------------------------ | ---------------------------------------------- |
| 1855 | Tessin    | Kämpfe zwischen Konservativen und radikalen Liberalen                                      | Emmanuel Bourgeois                             |
| 1856 | Neuenburg | Putsch pro-preussischer Royalisten gegen die Kantonsregierung                              | Constant Fornerod, Friedrich Frey-Herosé       |
| 1864 | Genf      | Kämpfe nach Staatsratswahlen                                                               | Constant Fornerod, Louis Barman                |
| 1870 | Tessin    | Streit um die Frage, ob Bellinzona oder Lugano alleiniger Hauptort des Kantons sein sollte | Hans Rudolf Hess, Karl Karrer, Edouard Burnand |
| 1871 | Zürich    | Tonhallekrawall                                                                            | Joachim Heer                                   |
| 1875 | Uri       | Streik der italienischen Arbeiter des Gotthardtunnels bei den Unruhen in Göschenen 1875    | Hans Hold                                      |
| 1876 | Tessin    | Gewaltsamer Zusammenstoss zwischen Konservativen und radikalen Liberalen in Stabio         | Simeon Bavier                                  |
| 1889 | Tessin    | Streit zwischen den Konservativen und den radikalen Liberalen nach den Grossratswahlen     | Eugène Borel                                   |
| 1890 | Tessin    | Kämpfe zwischen Konservativen und radikalen Liberalen beim Tessiner Putsch                 | Arnold Künzli                                  |
| 1932 | Genf      | Zusammenstösse zwischen Rechts- und Linksextremen bei den Unruhen von Genf 1932            | Keine Ernennung                                |

Das Aufgebot der Armee zur Wahrung der inneren Ordnung während des Generalstreiks 1918 erfolgte für die ganze Schweiz auf der Grundlage der dem Bundesrat im Ersten Weltkrieg durch die Bundesversammlung erteilten Vollmachten.

### Beispiele von eidgenössischen Interventionen vor 1848
- 1831: Putsch der Republikaner im damals zu Preussen gehörenden Kanton Neuenburg gegen das Régime der Royalisten
- 1831/1832: Trennung des Kantons Basel in Basel-Stadt und Basel-Landschaft
- 1833: Verhinderung der Trennung des Kantons in Ausserschwyz und Innerschwyz («Küssnachterhandel»).